# Oxford Tower (Toronto)
Der Oxford Tower ist ein hohes Bürogebäude in Toronto, Ontario, Kanada. Das Gebäude verfügt über 33 Etagen und befindet sich in der 130 Adelaide Street West. Das Gebäude wurde 1979 fertiggestellt und nach dem Eigentümer, dem kanadischen Unternehmen Oxford Properties benannt. Das Gebäude ist ein Teil des Richmond-Adelaide Centre.
Das Gebäude ist 137 Meter hoch und ist am PATH-System der Stadt angebunden.